# 鈴木慎太郎
鈴木 慎太郎（すずき しんたろう、1978年12月19日 - ）は、日本中央競馬会 (JRA) ・美浦トレーニングセンターに所属している調教師。元調教助手、元厩務員。

## 来歴
愛知県名古屋市出身。競馬のことは知りつつも、馬とは直接接する機会の無いまま育つが、20歳で訪れた北海道旅行の時に馬と出会い間近で見るサラブレッドの美しさに一目ぼれし、競馬の世界に飛び込む。2つの牧場に勤務した後、24歳の2003年1月にJRA競馬学校厩務員課程に入学する。牧場勤務時代は栗東・松下武士調教師一緒に働いていた。
2003年7月に美浦・小西一男厩舎で厩務員となり、すぐに調教厩務員となる。2010年1月に加藤征弘厩舎に移り調教厩務員、2011年1月に調教助手となる。11月に厩務員となったのち、2012年1月堀井雅広厩舎で調教助手となる。堀井厩舎ですぐに担当したアポロソニック（2013年日本ダービー3着）がセントライト記念前に屈腱炎にて引退したことをきっかけに自分で管理した馬で大舞台に来たいと感じて調教師を意識する。
2019年12月、5回目の受験で調教師試験に合格し、2020年に調教師免許を取得後は、5月までは堀井厩舎を手伝う。その後、栗東の矢作芳人のもとへ面識はなかったが、同厩舎の調教助手を通じて研修の申し入れしたところを快諾。コントレイルの神戸新聞杯の翌週からお世話になり、3冠達成当日も立ち会う。
2021年3月に開業。3月7日、中山2R・3歳未勝利にフレーゲルが初出走して7着。3月14日中京3R・3歳未勝利のカンタベリーマッハが延6頭目で初勝利を挙げる。

## 調教師成績
|            | 日付          | 競馬場・開催  | 競走名       | 馬名               | 頭数 | 人気 | 着順 |
| ---------- | ------------- | ------------- | ------------ | ------------------ | ---- | ---- | ---- |
| 初出走     | 2021年3月7日  | 2回中山4日2R  | 3歳未勝利    | フレーゲル         | 16頭 | 10   | 7着  |
| 初勝利     | 2021年3月14日 | 2回中京2日3R  | 3歳未勝利    | カンタベリーマッハ | 16頭 | 7    | 1着  |
| 重賞初出走 | 2021年5月29日 | 3回中京7日11R | 葵ステークス | カンタベリーマッハ | 17頭 | 16   | 15着 |
| 重賞初勝利 |               |               |              |                    |      |      |      |
| GI初出走   |               |               |              |                    |      |      |      |
| GI初勝利   |               |               |              |                    |      |      |      |

## エピソード
- 厩舎カラーは「子供の名前から青と緑」厩舎のロゴは「鈴は鈴木より。鈴の数は、馬、ファン、厩舎で3つ。蹄鉄の周りの縄は円＝人の縁を大切にしていきたい」と語る[2]。